# Ritjärnen (Lekvattnets socken, Värmland, 668335-132369)
Ritjärnen är en sjö i Torsby kommun i Värmland och ingår i Göta älvs huvudavrinningsområde.